# Григорий (Орологас)
Митрополи́т Григо́рий (греч. Μητροπολίτης Γρηγόριος, в миру Анаста́сиос Оролога́с, греч. Αναστάσιος Ωρολογάς, Саачоглу, тур. Saaçoğlu, греч. Σαατσόγλου; 1864, Маниса, Османская империя — 3 октября 1922, Айвалык) — епископ Константинопольской православной церкви, последний митрополит Кидониэйский.
Казнён в августе 1922 года турецкой армией по окончании Второй греко-турецкой войны (1919—1922).
Канонизирован Элладской православной церковью.

## Биография
Григорий родился в городе Маниса, Османская империя в 1864 году. Закончил Халкинскую семинарию в 1889 году.
Григорий был одним из первых проповедников, которые использовали димотику (разговорную форму греческого языка) в своих проповедях. Работа Григория в Македонии совпадает с ростом болгарско-греческого школьного, церковного, а затем и вооруженного столкновения. Григорий сотрудничал с митрополитом Хризостомом (Калафатисом). В 1893—1894 году был директором гимназии Солунской Греции.
12 октября 1902 года был избран и 3 ноября в Патриаршем соборе святого Георгия на Фанаре  рукоположён в сан митрополит Струмицкого. Хиротонию совершили: митрополит Эфесский Иоаким, митрополитит Дурреский Прокопий (Лазаридис), митрополит Воденский Никодим (Андреу), митрополит Литицкий Никифор (Левантаридис) и митрополит Каллипольский Панарет (Петридис).
Находясь на этом посту, Григорий принял участие в борьбе за Македонию. Константинос Мазаракис-Эниан, известный македономах (борец за воссоединение Македонии с Грецией), в своих мемуарах ставит его в один ряд с иерархами — участниками борьбы за Македонию, такими как Хризостом (Калафатис), Герман (Каравангелис), Иоаким (Форопулос), Стефан (Даниилидис), Ириней (Пандолеондос), Парфений Дойранский, Феодорит (Васмадзидис) и Александр Салоникский.
22 июля 1908 года Григорий был назначен митрополитом новой митрополии в городе Кидониес (сегодняшний турецкий Айвалык), на западном, эгейском, побережье Малой Азии. В течение первых лет пребывания в должности он поддерживал расширение образовательных и благотворительных учреждений в регионе.
Между тем Григорий был вынужден занять активную позицию против османской политики гонений на местное греческое население.
В результате его обращений к османским властям, ему удалось освободить ряд заключённых.
С началом Первой мировой войны гонения на христианское, и в частности на греческое, население Малой Азии приняли массовый характер. Сам Григорий был обвинён в государственной измене.
Военный трибунал  признал его невиновным, однако в сентябре 1917 года Григорий был заключён в тюрьму и только после капитуляции Османской империи был освобождён и вернулся в Айвалык.
Григорий инициировал оказание помощи местному населению в регионе, в котором греки подвергались геноциду,  приведшему к резкому сокращению населения, хаосу и нестабильности.

## Малоазийская катастрофа
В мае 1919 года греческая армия, по мандату Антанты, взяла регион под свой контроль и Айвалык вошёл в оккупационную зону Смирны.
Мандат Антанты предписывал Греции контроль региона на 5 лет (до проведения референдума). Греческая армия ввязалась здесь в бои с кемалистами. Между тем межсоюзнические антагонизмы привели к тому, что Италия, первой, стала оказывать поддержку кемалистам (которым уже оказывала помощь советская Россия). Тем временем тем в Греции, на выборах, победили монархисты, обещая «мы вернём наших ребят домой». Монархистское правительство имело антиантантовскую предысторию в начале Первой мировой войны, что послужило поводом для приостановки любого содействия со стороны союзников.
Греческое армия попыталась завершить военные действия и нанести стратегическое поражение кемалистам в победном для греческого оружия Сражении при Афьонкарахисаре-Эскишехире.
Но турки, несмотря на их поражение, успели выйти из окружения и произвели стратегический отход на восток за реку Сакарья. Перед греческим руководством встала дилемма. Греция находилась в состоянии войны с 1912 г. Страна была истощена и ждала мира. Армия устала и ждала демобилизации. Именно обещание прекратить войну позволило монархистам выиграть выборы у Элефтериос Венизелоса. Предполагаемая стратегическая окончательная победа обернулась лишь ещё одним тактическим поражением турок. Король Константин I, премьер-министр Димитриос Гунарис и генерал Анастасиос Папулас встретились в Кютахье для обсуждения будущего кампании.
Политическая ситуация складывалась не в пользу Греции. Греция была вовлечёна в малоазийский поход по мандату Антанты, но война превращалась в греко-турецкую. Из союзников Италия уже сотрудничала с кемалистами; Франция, обеспечив свои интересы, тоже пошла по этому пути; поддержка Англии носила вербальный характер.
Перед греческим руководством стоял выбор из трёх вариантов:
1. Уйти из Малой Азии и закрепить за собой Восточную Фракию (сегодняшняя Европейская Турция). Но это означало бросить на произвол судьбы коренное греческое население Ионии.
2. Занять оборонную позицию.
3. Идти за турками и брать Анкару, ставшую центром турецкого сопротивления. Для этого похода сил у Греции было недостаточно. К тому же часть сил нужно было оставить для контроля за вытянувшимися коммуникациями.

Командование торопилось закончить войну и, не прислушиваясь к голосам сторонников оборонной позиции, приняло решение продолжать наступление. После месячной подготовки, которая и туркам дала возможность подготовить свою линию обороны, семь греческих дивизий форсировали реку Сакарья и двинулись на восток.
Греческая армия не смогла взять Анкару и отошла назад за реку Сакарья. Как писал греческий историк Д. Фотиадис «тактически мы победили, стратегически мы проиграли». Монархическое правительство удвоило подконтрольную ему территорию в Малой Азии, но возможностями для дальнейшего наступления не располагало. Одновременно, не решив вопрос с греческим населением региона, правительство не решалось эвакуировать армию из Малой Азии. Фронт застыл на год.
Через год, в августе 1922 года, инициатива перешла к кемалистам и фронт был прорван. Перед тем как турецкие части подошли к Айвалыку Григорий предложил городскому совету принять немедленные меры для оказания содействия в эвакуации гражданского населения региона. Однако это предложение было отклонено.
22 августа иррегулярные турки вырезали 4000 человек греческого населения в соседнем городке Франели.
29 августа первые турецкие части вошли в Айвалык и  объявили военное положение. Всё мужское население было арестовано и отправлено в рабочие батальоны вглубь Анатолии, где было истреблено в ходе маршей смерти.
15 сентября Григорию стало известно  о резне на соседних островах Мосхонисиа, в ходе которой погибли 6000 человек , в том числе митрополит Амвросий. Григорий сумел получить разрешение на заход греческих судов с соседнего греческого острова Лесбос, под американским флагом и под гарантии Американского Красного креста, чтобы вывезти оставшееся греческое население - 20 000 человек.
Сам Григорий отказался покинуть свою митрополию и вместе с другими священниками 30 сентября был брошен в тюрьму где подвергся пыткам.
3 октября митрополит и остальные священники были выведены из города и казнены
Григорий был сожжён заживо. Согласно некоторым свидетельствам, он умер от сердечного приступа в начале сожжения.

## Канонизация
Григорий был канонизирован в 1992 году Элладской православной церковью, провозгласившей его мучеником нации (греч. Εθνομάρτυρας). Память Хризостома Смирнского, Григория Кидонийского и вместе с ними святых архиереев Амвросия Мосхонисийского, Прокопия Иконийского, Евфимия Зилоского, а также священников и мирян, погибших во время Малоазийской Катастрофы совершается ежегодно в воскресение перед Воздвижением Креста Господня.

## Память
Имя Григория Кидонийского носит ряд улиц греческой столицы и муниципалитетов Эгалео, Неа Смирна, Новая Филадельфия и Имиттос.